# Сервий Корнелий Долабела Метилиан Помпей Марцел
Вижте пояснителната страница за други личности с името Сервий Корнелий Долабела.
Сервий Корнелий Долабела Метилиан Помпей Марцел (на латински: Servius Cornelius Dolabella Metilianus Pompeius Marcellus) e политик и сенатор на Римската империя през 2 век.
Той е син на Сервий Корнелий Долабела Петрониан (консул 86 г.) и внук на Петрония, която преди това е била съпруга на император Вителий.
По времето на император Траян Долабела e суфектконсул през 113 г. заедно вероятно с Гай Клодий Криспин. Намереният надпис в Корфиниум в Самниум съобщава, че там той е направил баня.